# Elfrida (opera)
Elfrida è una tragedia per musica in due atti del compositore Giovanni Paisiello su libretto di Ranieri de' Calzabigi.
Fu rappresentata per la prima volta il 4 novembre 1792 al Teatro San Carlo di Napoli.
L'opera ebbe numerose rappresentazioni in Italia fino al 1798 (in alcuni casi con un finale lieto) e vi fu anche una ripresa a Londra nel 1800.
Prima delle due opere con testo prodotto da Calzabigi, Elfrida è caratterizzata dalla ripartizione non usuale di tutte le parti solistiche ai personaggi principali. Elfrida è un'opera con tendenze romantiche, caratterizzata dalla rappresentazione di «amore, magnanimità e sacrificio come reali emozioni piuttosto che come astrazioni».
Una ripresa moderna di questo lavoro si ebbe a Savona nel novembre del 1990. La critica vide in Elfrida un'alternanza di «pregevoli aperture e ricadute in un settecentismo» ormai superato da molti compositori dell'epoca, cosicché il primo atto risulta di «imbarazzante staticità», mentre il secondo, in cui vi è maggior sintonia tra il sentimento di Paisiello e il libretto di Calzabigi, è complessivamente più interessante.

## Interpreti della prima rappresentazione
| Personaggio | Tipologia vocale | Interprete                  |
| ----------- | ---------------- | --------------------------- |
| Eggardo     | tenore           | Francesco Domenico Mombelli |
| Orgando     | basso            | Giuseppe Trabalza           |
| Elfrida     | soprano          | Teresa Macciorletti Blasi   |
| Adelvolto   | soprano castrato | Francesco Roncaglia         |
| Evelina     | contralto        | Maddalena Ammonini          |
| Osmondo     | soprano castrato | Silvestro Fiamenghi         |
| Siveno      | tenore           | Vincenzo Correggi           |

Direttore: Michele Nasci.

Scenografo: Domenico Chelli.

## Trama
La vicenda si svolge in Inghilterra nel X secolo.
Il re Eggardo ha sentito parlare della bellezza di Elfrida, figlia del conte Orgando, e invia in missione l'amico Atelvolto, col compito di chiederne la mano.
Atelvolto, alla vista di Elfrida, se ne innamora, e invece di portare a termine il compito affidatogli la chiede in moglie per sé. Celebrato il matrimonio, col pretesto della gelosia la nasconde in un proprio castello, impedendo a chiunque, anche a Eggardo e ad Orgando, di vederla. Atelvolto si giustifica con Eggardo raccontandogli che Elfrida non è affatto bella come si dice.
Il tradimento di Atelvolto viene scoperto quando nel castello dove Elfrida è tenuta segregata giungono sia Orgando, che cerca disperatamente di rivedere la figlia, sia Eggardo, per una visita improvvisata all'amico.
Eggardo sfida a duello Atelvolto e lo ferisce mortalmente. Elfrida, alla vista di Atelvolto morente, si toglie a sua volta la vita pugnalandosi.

## Discografia
- 1990 - Paolo Barbacini (Eggardo), Anna Caterina Antonacci (Elfrida), Alessandra Mantovani (Adelvolto), Caterina Calvi (Evelina), Daniela Benori (Osmondo), Ezio Pirovano (Siveno) - Direttore: Umberto Benedetti Michelangeli - Orchestra: I Filarmonici di Torino - Registrato al Teatro Chiabrera di Savona il 16 novembre 1990 - CD: House of Opera CD8341[6]